# 白石豊土
白石 豊土（しらいし とよと、男性、1986年3月8日 - ）は、日本のプロボクサー。福岡県北九州市戸畑区出身。協栄ボクシングジム所属。福岡県立小倉西高等学校卒業。

## 来歴
2005年6月28日、プロデビュー戦では若木忍（協栄札幌赤坂）を相手にドローに終わった。同年10月17日、プロ2戦目の桃井誉雄（ミナノ）との4回戦に判定で初勝利。2006年9月29日、第63回東日本フライ級新人王トーナメント準決勝で第54代日本フライ級チャンピオン村中優に4R判定で初黒星を喫した。同年12月18日、ジェット勇（F・I）との6回戦ではフルマークの判定勝利を収めた。
2007年の1年間はバンタム級相当での試合が続き、年明けからは3連続KO勝利を収めたが、10月31日に行なわれた第20回KSD杯争奪A級トーナメントバンタム級決勝戦で、後のWBC世界バンタム級王者山中慎介（帝拳）に敗れた。同年12月18日、OPBF東洋太平洋スーパーフライ級チャンピオン冨山浩之介（ワタナベ）との8回戦に判定負けを喫し、2連敗となった。
2008年からはスーパーフライ級で戦い、4月21日、ハヤブサ神谷（ピューマ渡久地所属。2010年より神谷優季）との8回戦に判定勝利を収めて連敗ストップ。同年9月15日、再び8回戦で神谷と対戦。1度目の対戦時以上のポイント差で3-0の判定勝利を収めた。
2009年は福本雄基（三谷大和スポーツ）に0-3の判定負けを喫して日本ランクを失い、続く永安潤之介（川島）との対戦にも0-3の判定負けとなったが、10月17日にスーパーフライ級8回戦で日本同級12位の奈須勇樹（角海老宝石）と対戦し、5R2分50秒TKO勝利で2連敗からの再起を果たした。またこの勝利により日本同級12位に復帰した。2010年6月2日には日本スーパーフライ級6位として白井一彰（渡嘉敷）と同級8回戦を行ない、2RTKO勝利を収めて再起3連勝 (3KO) となった。
2011年12月、赤穂亮（横浜光）の持つOPBF東洋太平洋スーパーフライ級王座に挑戦。28戦目にして初のタイトルマッチとなったが、終止前進し続け、手数で上回るなど善戦したものの、4ラウンドにカットした頭部の傷からの流血により9ラウンドTKOにて敗れた。
2012年3月19日、杉田純一郎（ヨネクラ）との再起戦で3-0（80-73、79-74、78-74）の判定勝ちを収め再起に成功した。
2012年7月8日、横浜文化体育館で石川貴章（角海老宝石）と対戦し、6回1分41秒TKO勝ちを収めた。
2013年3月31日、神戸サンボーホールで帝里木下（千里馬神戸）の持つ日本スーパーフライ級王座に挑戦するが、敗れた。
2013年6月29日、メキシコ・ミチョアカン州アパチンガンでNABFスーパーフライ級王者でWBC7位の王者ホセ・サルガドと対戦するが、5回KO負け。
2014年2月21日、福本雄基（三迫）に3-0の判定で勝利し再起。
2015年6月26日、後楽園ホールにて中川健太とスーパーフライ級8回戦で対戦し、3回負傷引き分けに終わった。
2016年5月19日、赤穂亮（横浜光）と二度目の対戦。3-0の判定負け。翌々月に引退を表明。
生涯戦績：38戦25勝10敗3分(12KO)最高ランク：WBC世界スーパーフライ級18位。日本・OPBFスーパーフライ級1位。

## 戦績
- 38戦25勝12KO10敗1分